# DEFECT LOVER COMPLEX
「DEFECT LOVER COMPLEX」（ディフェクト・ラヴァー・コンプレックス）は、2000年8月にリリースされたFANATIC◇CRISISの通算17枚目のシングルである。

## 解説
前作より2か月半ぶりのシングル。「Behind」と同時リリース。インディーズレーベルからのリリースは今作が最後。
「Behind」はタイアップ付きで、初動・累計売り上げが前作を上回ったが、今作はノンタイアップであるので前作を下回った。

## 収録曲
全作詞：石月努、編曲：神林義弘・FANATIC◇CRISIS
1. DEFECT LOVER COMPLEX [3:52]
  - 作曲:FANATIC◇CRISIS
2. キャンディー [4:30]
  - 作曲:石月努
3. DEVILS IN HEAVEN [3:56]
  - 作曲:石月努

## 収録作品
- EAS（#1）
- THE BEST of FANATIC◇CRISIS Single Collection01（#1）
- THE BEST of FANATIC◇CRISIS B-Side Collection（#2,3）